# بیل (کرواسی)
بیل (به لاتین: Bale) یک منطقهٔ مسکونی در کرواسی است که در شهرستان ایستریا واقع شده‌است. بیل ۸۱٫۶۵ کیلومتر مربع مساحت و ۱٬۱۲۷ نفر جمعیت دارد و ۱۴۲ متر بالاتر از سطح دریا واقع شده‌است.